# دودج تشارجر (2005)
دودج تشارجر (2005) هي سيارة سيدان كاملة الحجم بأربعة أبواب، تم تقديمها لأول مرة في معرض أمريكا الشمالية الدولي للسيارات 2005 وصنعتها شركة تصنيع السيارات الأمريكية كرايسلر، وهي شركة تابعة لشركة ستيلانتس. وهي متوفرة بالدفع الخلفي أو بمحركات الدفع الرباعي. تم تطوير تشارجر لمواصلة خط دودج تشارجر مع تراثها من السيارات القوية، واستبدال دودج إنتريبيد كسيارة دودج سيدان كاملة الحجم. ظهر الجيل السابع من تشارجر لأول مرة في طراز عام 2011.